# Raz Shlomo
Raz Shlomo (Hebreeuws: רז שלמה) (Ashkelon, 13 augustus 1999) is een Israëlisch voetballer die speelt als verdediger. Hij komt sinds 2023 uit voor OH Leuven.

## Carrière
Shlomo startte zijn carrière bij Hapoel Tel-Aviv waarbij hij zich al snel opwierp tot titularis. Het seizoen 2021/22 werd hij uitgeleend aan Maccabi Netanya, dat hem op het einde van dat seizoen definitief overnam van Hapoel Tel-Aviv. Na één seizoen te spelen bij Maccabi Netanya maakte Shlomo de overstap naar het Belgische OH Leuven.

## Clubstatistieken
| Seizoen                          | Club            | Competitie      | Competitie | Competitie | Beker | Beker | International | International | Overige | Overige | Totaal | Totaal |
| Seizoen                          | Club            | Competitie      | Wed.       | Dlp.       | Wed.  | Dlp.  | Wed.          | Dlp.          | Wed.    | Dlp.    | Wed.   | Dlp.   |
| -------------------------------- | --------------- | --------------- | ---------- | ---------- | ----- | ----- | ------------- | ------------- | ------- | ------- | ------ | ------ |
| 2022/23                          | Maccabi Netanja | Liga Leumit     | 23         | 0          | 6     | 0     | 2             | 0             | 7       | 0       | 38     | 0      |
| 2023/24                          | OH Leuven       | Eerste klasse A | 0          | 0          | 0     | 0     | 0             | 0             | 0       | 0       | 0      | 0      |
| Carrière totaal                  | Carrière totaal | Carrière totaal | 23         | 0          | 6     | 0     | 2             | 0             | 7       | 0       | 38     | 0      |
| Bijgewerkt t/m 11 september 2023 |                 |                 |            |            |       |       |               |               |         |         |        |        |